# Vilim
Vilim je moško osebno ime.

## Izvor imena
Ime Vilim je različica moškega osebnega imena Viljem.

## Pogostost imena
Po podatkih Statističnega urada Republike Slovenije je bilo na dan 31. decembra 2007 v Sloveniji število moških oseb z imenom Vilim: 45.

## Osebni praznik
Osebe z imenom Vilim lahko godujejo skupaj z Viljemom.